# Josef Honys
 (avril 2018).
Josef Honys (né le 10 novembre 1919 à Jičín, Tchécoslovaquie, mort le 24 juin 1969 à Ústí nad Labem, Tchécoslovaquie) est un poète tchécoslovaque, artiste et représentant de l'art expérimental tchèque des années 1960.

## Biographie
Il va au lycée moderne à Jičín, puis fait des études de mathématiques et de beaux-arts à la Faculté pédagogique de l´Université Charles, à Prague. À partir de 1937, sous l'influence du surréalisme, il fait de la poésie écpérimentale en appliquant des expressions polysémiques, des néologismes, des symboles et des dessins. L'orientation surréaliste de ses essais artistiques est interpénétrée avec une poésie expérimentale teintée des états du subconscient et des impressions oniriques. Dans son œuvre, il développe expérimentalement des formes non conventionnelles.
Ce développement est interrompu par la Seconde Guerre mondiale. Après elle, notamment dans les années 1950, il est poursuivi par le régime communiste, devant quelque temps aller jusqu´à travailler comme ouvrier. Les œuvres magistrales des années 1960 sont représentées par des variations des perceptions psychologiques des lignes sur des substrats différents (avant tout des peintures à huile sur carton, et aussi une peu sur la toile ou le verre), puis des séries de collages différents, des assemblages, sériages et hypnômes (des expressions d'abstraction des moments évolutifs de la vision hypnagogique).
Il expose pour la première fois en 1966 à l´exposition « Tableau et écriture » à Kolín, sans être mentionné, à la suite d'une faute administrative, dans la liste des exposants, mais une de ses œuvres exposées, Carte d'invitation de carnaval est mentionnée dans le catalogue. À la fin de cette même année, il réalise sa première grande exposition nommée « Jeu avec la ligne », dans le club pragois Viola - en fait une co-exposition avec Ladislav Novák. Il y présente 45 œuvres sur le thème de la ligne, dont 10 peintures sur verre faites des deux côtés, suspendues dans l'espace et permettant de voir de chaque côté une peinture différente.
Au mois de mars 1968 il exposé avec Emil Juliš au Théâtre de la musique à Ústí nad Labem. Puis il prend part à l´exposition « Nouvelle sensibilité » à la Maison de l´art à Brno, et à l´exposition « Premier inventaire international de poésie élémentaire » à la galérie D. Davy à Paris. La même année, il participe à Trieste et Venise à une l´exposition intitulée « Sign in Space ». Au cours des années 1960, publie ses travaux dans des revues, notamment Host do domu (« Hôte dans la maison »), Dialogue et Cahiers. La dernière exposition de son vivant est l'« Expo internationál de novissima poesia »“, en mars et avril 1969 à Buenos Aires.

## Décès et postérité
En 1969, il prépare l'édition de son premier recueil de beaux-arts et de poésie, Nesmelián, ou l'entrée timide aux textes expérimentaux qui devait être publié aux éditions Dialogue. Mais le jour qui suivit la remise de son œuvre à la rédaction, il mourut sous les roues d'un  autobus ; les circonstances de cet accident n´ont jamais été éclaircies. Quelques mois après la maison d´édition fut fermée et le livre n´a pas pu être publié.
La situation politique en Bohème après 1969 ne permettait plus d'autres expositions et publications. Quelques œuvres ont cependant été publiées après la mort de l´auteur, et il y eut même quelques expositions. Parmi les plus importantes, citons l´exposition « Liberarse, Liberarte » réalisée à Montevideo en Uruguay (la Tchécoslovaquie d´alors y était représentée par les oeuvres de Josef Honys, Ladislav Nebeský et Jindřich Procházka).
En Bohème, Josef Honys est resté longtemps presque oublié. Une seule exception est l'exposition « Poésie visuelle tchèque » de 1975 à Prague, où il était présenté par 8 œuvres. Ce n'est que durant la seconde moitié des années 1990 qu'a été retrouvé un intérêt pour ce type d'art. En 1997 il y eut une exposition « Poème, tableau, geste, son (poésie expérimentale des années 1960) » à Prague, au couvent de Strahov où Josef Honys était représenté. Quelques-uns de ses travaux exposés sont mentionnés au catalogue.
En 2007, la Galerie Smečky présent à Prague une exposition de Josef Hampl et Josef Honys sous le titre « Rencontre de la machine à coudre avec la locomotive ». Est aussi publié un catalogue indépendant des œuvres de Honys. En 2008, la même galerie présente l´exposition « Collage poétique ». Josef Honys y est présenté à l'exposition et catalogue. En 2014, dans le cadre de l´exposition « Espèce d´andouille ! pour Jiří Kolář » au château de Hradec nad Moravicí sont exposées 7 œuvres de Josef Honys.
Récemment[Quand ?] ont été découverts d´autres poèmes et dessins de Josef Honys, jamais encore publiés. Il y a des projets pour des expositions et des publications à vernir.